# Teluk Rimba
Teluk Rimba is een bestuurslaag in het regentschap Siak van de provincie Riau, Indonesië. Teluk Rimba telt 496 inwoners (volkstelling 2010).